# عسل‌خوار سرخ
عسل‌خوار سرخ (نام علمی: Myzomela cruentata) نام یک گونه از سرده عسل‌خوارهای کوتوله است.